# Lying in Wait
Lying in Wait è il secondo album in studio del gruppo musicale tedesco Depressive Age, pubblicato nel 1993 dalla GUN Records.

## Tracce
Testi di Jan Lubitzki e musiche di Jochen Klemp, eccetto dove indicato.
1. Lying in Wait – 4:17
2. Where – 3:30
3. Way Out – 3:33 (musica: Tim Schallenberg)
4. Berlin – 3:53
5. Psycho Circle Game – 5:34
6. The Story (Autumn Times II) – 5:51
7. My Wine – 3:43 (testo: Ingo Grigoleit, Jan Lubitzki – musica: Tim Schallenberg, Jan Lubitzki)
8. From Out of Future – 4:41 (testo: Peter Habermann)
9. Hateful Pride – 4:31
10. Eternal Twins – 5:17 (testo: Peter Habermann)

## Formazione
- Jan Lubitzki – voce
- Jochen Klemp – chitarra solista
- Ingo Grigoleit – chitarra ritmica
- Tim Schallenberg – basso
- Norbert Drescher – batteria